# Thomas Lipton
Sir Thomas Johnstone Lipton (Glasgow, Escócia, 10 de maio de 1848 – 2 de outubro de 1931) foi um empresário e velejador escocês, criador da marca de chá Lipton e mais conhecido como o desafiante mais persistente da America's Cup e por nunca ter a ter vencido.

## Infância
Thomas Lipton nasceu em Glasgow em 1848. Seu pai, Thomas Lipton Pai, e sua mãe, Frances Lipton, eram do Condado de Fermanagh na Irlanda do Norte. A família Lipton viveu como pequenos agricultores em Fermanagh durante gerações, porém, os pais de Thomas Lipton decidiram abandonar a Irlanda e voltar para as raízes da família, na Escócia, onde Thomas Lipton nasceu.
Lipton estudou durante a infância na St. Andrew's Parish School. Foi em meados de 1860 que seus pais decidiram, mesmo sendo donos de uma mercearia, tira-lo da escola para trabalhar e ajudar nas despesas.

## Maturidade

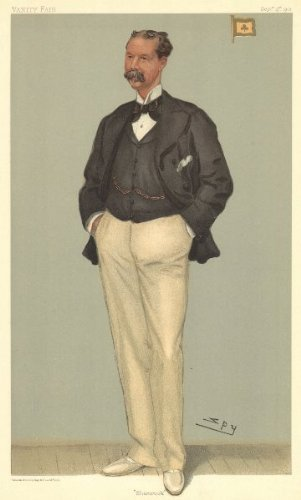
Sir Thomas Lipton, por Spy

Em 1864, Thomas começou a trabalhar como camaroteiro em um navio. Apaixonou-se pela vida a bordo do navio e pelas histórias dos marinheiros. Parou de trabalhar na empresa a qual trabalhava e com seu dinheiro, viajou para os Estados Unidos, trabalhando e viajando por todo o país. Em 1870 retornou a Glasgow, inicialmente para ajudar seus pais com a mercearia. Nos seguintes anos, ele abriu sua própria mercearia, Lipton's Market. Logo se tornou um sucesso e em pouco tempo, Lipton já tinha uma rede de mercados por toda Glasgow, e mais tarde, todo o Reino Unido. Em 1880 Lipton investiu em um curral, vendendo ele para americanos, em 1887. Em 1888, quando sua rede ultrapassava 300 lojas, ele abriu uma casa de degustação de chá, ignorando a cultura da época e vendendo chá a preços baratos para as classes mais baixas de trabalhadores. Foi o começo da marca de chá Lipton.

## Esportista

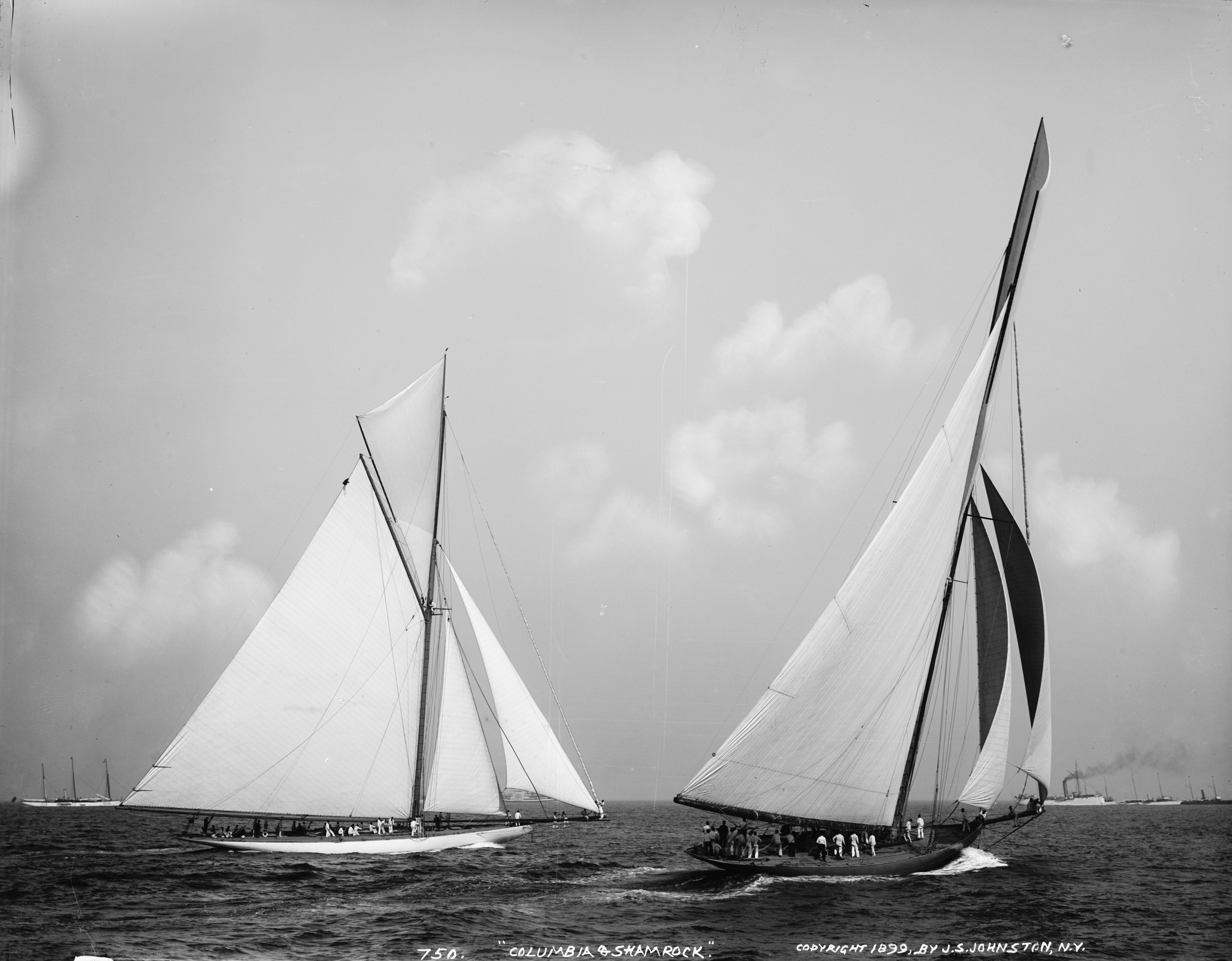
Shamrock, um dos barcos de Sir Thomas Lipton

Entre 1899 e 1930, Lipton desafiou cinco vezes os americanos detentores da America's Cup, pelo Royal Ulster Yacht Club, com seus veleiros Shamrock, Shamrock II, Shamrock III, Shamrock IV e Shamrock V. Porém, não ganhou nenhuma vez, eternizando a frase:
Outra frase de sucesso de Lipton é: "Negócios são para todos, velejar, só com os cavalheiros."